# Deanolis
Deanolis là một chi bướm đêm thuộc họ Crambidae.

## Hình ảnh

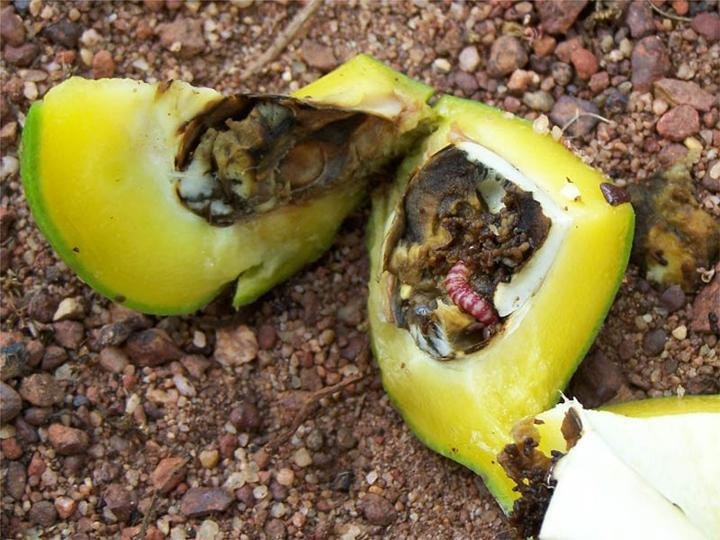